# 皇家亨克體育會
皇家亨克體育會（K.R.C. Genk），一般稱為亨克，是比利时職業足球會，位于亨克。 俱乐部在1988年联合了托爾亨克體育會和皇家温特斯拉赫體育會而成。俱乐部是比利时最成功的四家足球俱乐部之一。俱乐部从1996-97赛季开始参加比利时足球甲级联赛，亨克竞技多次夺得比利时联赛和杯赛冠军并经常取得欧洲赛事参赛资格。亨克有着比荷卢三国最好的球迷支持氛围，俱乐部统计拥有 68 家球迷會。

## 球队历史

舊會徽

### 温特斯拉赫時代 (1923年–1988年)
皇家温特斯拉赫足球會（K.F.C. Winterslag）成立于1923年，是比利时足球协会成员，在俱乐部成立35周年时将队名改为K.F.C.温特斯拉赫。1972年温特斯拉赫升入比利时足球乙级联赛，1974年球队取得乙级联赛决赛阶段第2名，从而于1974-75赛季开始参加比利时足球甲级联赛，甲级联赛球队也从16支增加到了20支。俱乐部首次升入甲级由于排名联赛垫底又降回乙级，不过很快球队又用了一个赛季重返甲级行列。 
温特斯拉赫在1981年取得了联赛第5名但是两个赛季后球队令人失望的联赛垫底跌入乙级联赛，赛季中标准列日为了赢得冠军头衔而在和温特斯拉赫托尔的比赛中行贿。球队之后在乙级联赛中度过了4个赛季，之后在1987年俱乐部以一分的微弱优势再次赢得了升入甲级联赛的资格并且在甲级联赛中排在18支球队的第15位，但是赛季结束后俱乐部合并了在1986年降入乙级联赛的邻近球队亨克温特斯拉赫。

### 亨克時代（1988年–至今）
两支俱乐部合并后的新俱乐部命名为皇家亨克體育會（K.R.C. Genk）并且保持着温特斯拉赫的班底，在新一届的甲级联赛中球队排名垫底。次年亨克赢得乙级联赛决赛阶段第一名而升入甲级联赛，随后在甲级球队行列中保持了四个赛季。1995年俱乐部雇佣了主教练Aimé Anthuenis，球队成绩迅速提升到了联赛第2名，在1997年取得联赛第七名后俱乐部迎来了出色的1997-98赛季，赛季中球队首次夺得了杯赛冠军并且取得联赛第2名。1998-99赛季俱乐部迎来了首个欧战赛季，亨克竞技在最后一届的欧洲优胜者杯上连续淘汰了阿普朗尼亚和杜伊斯堡但最终在16强中两回合总分1-1以客场进球的劣势被皇家马略卡所淘汰。这一个赛季中亨克完美的捧起了球队历史上首座比利时甲级联赛的冠军奖杯，在这之后功勋教练Anthuenis签约安德莱赫特。
亨克在1999-2000赛季的欧洲冠军联赛上继续着球队欧战的征程，最终在第二轮资格赛中被NK马里博尔所淘汰，但在比利时杯中球队击败了标准列日第二次夺得杯赛冠军，不过在联赛中球队只取得了第9名。2001年，球队联赛排名第11位，在参加的欧洲联盟杯赛事中，在击败了苏黎世足球俱乐部后在第二轮被云达不来梅所淘汰。

## 球队荣誉
- 比利时足球甲级联赛：
  - 冠军（3次）: 1998-99, 2001-02, 2010-11
  - 亚军（2次）: 1997-98, 2006-07
- 比利时足球乙级联赛：
  - 冠军（1次）: 1975-76
  - 亚军（2次）: 1986-87, 1995-96
- 比利时乙决赛阶段：
  - 冠军 (2次)： 1987, 1990
  - 亚军（1次）： 1974
- 比利时杯：
  - 冠军（4次）: 1997-98, 1999-00, 2008-09, 2012-13
- 比利时超级杯：
  - 冠军（1次）: 2011
  - 亚军（5次）: 1998, 1999, 2000, 2002, 2009

## 球員名單
| 编号  | 国籍           | 球员名字                                     | 出生日期（年龄） |
| 门 将 | 门 将          | 门 将                                        | 门 将            |
| ----- | -------------- | -------------------------------------------- | ---------------- |
| 1     | 比利时         | 亨德里克·范克羅姆布格（Maarten Vandevoordt） | 1993年4月30日    |
| 26    | 比利时         | 马尔滕·范德沃尔特（Maarten Vandevoordt）     | 2002年2月26日    |
| 30    | 比利时         | 维克·尚贝尔                                  | 2003年1月10日    |
| 后 卫 |                |                                              |                  |
| 2     | 美国           | 馬克·麥肯齊（Mark McKenzie）                 | 1999年2月25日    |
| 3     | 西班牙         | 穆贾德·萨迪克                                | 2000年3月14日    |
| 5     | 墨西哥         | 赫拉尔多·阿特亚加（Gerardo Arteaga）         | 1998年9月7日     |
| 18    | 刚果民主共和国 | 尤里斯·卡延贝                                | 1994年8月8日     |
| 23    | 哥伦比亚       | 丹尼尔·穆尼奥斯                              | 1996年5月26日    |
| 46    | 比利时         | 卡洛斯·菲格罗亚                              | 1999年3月9日     |
| 中 场 |                |                                              |                  |
| 4     | 科特迪瓦       | 阿齐兹·瓦塔拉·穆罕默德                       | 2001年1月14日    |
| 7     | 冈比亚         | 阿利乌·法德拉                                | 2001年11月3日    |
| 8     | 比利时         | 布莱恩·亨尼                                  | 1997年2月6日     |
| 14    | 奈及利亞       | 葉拉·蘇爾                                    | 2000年7月24日    |
| 17    | 斯洛伐克       | 帕特里克·赫羅索夫斯基（Patrik Hrošovský）    | 1992年4月22日    |
| 19    | 比利时         | Anouar Ait El Hadj                           | 2002年4月20日    |
| 24    | 比利时         | 卢卡·奥恩                                    | 2003年3月14日    |
| 25    | 阿根廷         | 马蒂亚斯·加拉扎                              | 2002年2月11日    |
| 34    | 摩洛哥         | 比拉尔·汉努斯                                | 2004年5月10日    |
| 37    | 摩洛哥         | 扎卡里亚·埃尔·瓦赫迪                         | 2001年12月31日   |
| 90    | 加纳           | 克里斯托弗·邦苏·巴                           | 2004年12月14日   |
| 前 锋 |                |                                              |                  |
| 9     | 瑞士           | 安迪·澤齊利（Andi Zeqiri）                   | 1999年6月22日    |
| 28    | 加纳           | 约瑟夫·潘特希尔                              | 1998年2月21日    |
| 99    | 奈及利亞       | 托卢·阿罗科达雷                              | 2000年11月23日   |

## 知名球员
- 1990年代：Carmel Busuttil，布兰科·斯特鲁帕，苏莱曼尼·乌拉雷，巴特·古尔，马克·亨德里克斯，菲利普·克莱门特
- 2000年代：迪迪尔·佐科拉，乔斯普·斯科科，科恩·达尔登，凯文·范登伯格，贝里·莫莫尼·达加诺，米尔萨德·贝斯利加，桑迪·奥利塞赫，韦斯利·松克